# Big Picture
A Big Picture egy magyar televízióssal foglalkozó esemény, amellyel a Magyar Elektronikus Műsorszolgáltatók Egyesülete (MEME) rendez 2013 óta. Az esemény minden év október végén (illetve ritka esetben november elején) kerül sor.

## Idővonal

### 2017
Az évi eseményt 2017. október 19-én rendezték. Itt jelentették be, hogy a TV2 Csoport új műsort indít Appra magyar! címen, valamint a Network4 elődje - a Digital Media and Communications Zrt. bejelentette, hogy átnevezik a Story-csatornákat (Story4, Story5, Galaxy), valamint Film4 néven indit filmcsatornát a cég. Az átnevezések, valamint a csatorna indítása 2018. április 30-án történtek meg.

### 2018
Az évi eseményt 2018. október 25-én rendezték meg. Itt jelentette be Kolosi Péter, az RTL Magyarország tartalomért felelős vezérigazgató-helyettese, hogy elindul a Dragon's Den (Shark Tank) magyar változata, amelyet nemsokkal az indulása előtt a magyar címet a Cápák között kapta meg. Emellett itt jelentették be, hogy két - egy hazai, és egy külföldi alapuló - sorozatuk is elindul: a Mellékhatás és az Alvilág is. A két sorozat mellett itt jelentették be, hogy visszatér a Survivor és új évadot kap az X-Faktor. Előbbinél csak 2021-ben került képernyőre, míg az utóbbi 2019-ben volt látható. A sorozatokhoz visszatérve azt is bejelentették, hogy elindul a napi sorozatuk, a Drága örökösök, amelyet az eredeti változat 2019 és 2020 között volt látható az RTL klubon.
Temesvári Marietta, a Sony Pictures Television, az Antenna Entertainment elődjének közép-európai régiójának tartalomfejlesztési stratégiai vezetője bejelentette, hogy 2019-ben érkezik az Ide süss! című gasztroreality újabb évada, amelyet ezúttal Ábel Anita vezette. Egyébként a gasztroreality mellett azt is bejelentette, hogy 2019-ben érkezik a 200 első randi újabb évada.

### 2019
Az évi eseményt 2019. november 5-én rendezték meg. Itt jelentette be Fischer Gábor, a TV2 Csoport programigazgatója, hogy 2020-ban érkezik az Exatlon Hungary következő évada. Az Exatlonon kívül két további (Sztárban Sztár leszek!, Bezár a bazár!) műsorok folytatását is berendelte a csatorna. Az előbbi műsor 2021-re elhalasztották, míg az utóbbit pedig a megszokott időben (2020 őszén) került bemutatásra a TV2-n. Emellett azt is kiderült, hogy a Catch - úgyis utolérlek! cimű műsornál a műsorvezetői pozíciót Palik László helyét Ördög Nóra váltja.
Kolosi Péter, az RTL Magyarország tartalomért felelős vezérigazgató-helyettese azt is bejelentette, hogy 2020 őszén képernyőre kerül az X-Faktor következő évada, illetve az év tavaszán a Cápák között újabb évada. Az X-Faktor következő évadát 2021-re elhalasztották. A két műsoron kívül azt is bejelentették, hogy érkezik a The Masked Singer magyar verziója, amelyet az Álarcos Énekes nevet viseli. Itt is azt bejelentették, hogy érkezik a Bátrak földje, amelyet Kalamár Tamás rendezett, és az Apatigris.
Szabó Balázs, a Sony Pictures Television, az Antenna Entertainment elődjének programingért felelős executive igazgatója bejelentette, hogy érkezik a Feleségek luxuskivitelben és az Észbontók újabb évada.

### 2020
Az évi eseményt 2020. október 20-án rendezték meg. Harsányi Gábor, a ViacomCBS, a Paramount Global elődjének közép-kelet-európai alelnök-vezérigazgatója bejelentette, hogy 5 év után megszűnik az RTL Spike, elindul helyette a TeenNick, és Paramount Network néven folytatja tovább a Paramount Channel.
Kolosi Péter, az RTL Magyarország tartalomért felelős vezérigazgató-helyettese bejelentette, hogy abban az évben érkezik a Konyhafőnök VIP újabb évada, illetve 2021-ben érkezik a Cápák között, az X-Faktor, és a Survivor újabb évada. Emellett azt is bejelentette, hogy egy újabb napi sorozatot indítanak Keresztanyu címmel, amellyel 2021 januárjában került képernyőre az RTL klubon. Hajdú Péter, a Media Vivantis Zrt. volt vezérigazgatója bejelentette, hogy a LifeTV-n 2021 februárjában egy újabb reggeli műsort inditanak.
Fischer Gábor, a TV2 Csoport programigazgatója itt jelentette be, hogy 2020 novemberében elindul a Nicsak, ki vagyok? második évada, és a Farm VIP. Emellett bejelentette azt is, hogy 2021-ben új évadot kap a Sztárban sztár leszek!, az Exatlon Hungary, és a Séfek Séfe is. Az említetten kívül azt is bejelentette, hogy 2021 tavaszán néhány év után visszatér A Nagy Duett a TV2-re. Később azonban kiderült, hogy a járványügyi intézkedések miatt mégsem tér vissza A nagy duett.
Szabó Balázs, a Sony Pictures Television, az Antenna Entertainment elődjének programingért felelős executive igazgatója bejelentette, hogy Celebcella néven indit reality-t a Viasat6-ra.

### 2021
Az évi eseményt 2021. november 2-án rendezték meg. Fischer Gábor, a TV2 Csoport programigazgatója bejelentette, hogy 3 év szünetének leteltét követően 2022 őszén visszatér az Ázsia Expressz a TV2-re. Emellett azt is bejelentette, hogy Sztárban sztár is új évadot kap, amelyet először tűzte képernyőre tavasszal. Itt is bejelentették a Farm VIP második évadának premierdátumát, emellett Pepe néven indít heti sorozatot, amelyet 2022 tavaszán került képernyőre.  Az esemény során új műsorok folytatását is berendelték, hogy 2022-ben érkezik a Séfek Séfe, az Exatlon, és a Szerencsekerék újabb évada, emellett azt is bejelentették, hogy néhány év után újraindul a Drágám, add az életed! is. Itt is bejelentették, hogy 2021-ben visszatér A nagy Ő is a TV2-re.
Kolosi Péter, az RTL Magyarország tartalomért felelős vezérigazgató-helyettese bejelentette, hogy 4 év szünetének leteltét követően 2022 őszén visszatér a Celeb vagyok, ments ki innen! című műsor, amely ismét Sebestyén Balázs-Vadon János duó vezeti. Emellett azt is bejelentették, hogy a Zámbó Jimmy életének szóló minisorozatot készít a csatorna. Emellett a Keresztanyu következő évadának premierdátumát is bejelentették. Emellett többi műsorának a következő évadát (A Konyhafőnök, Mestercukrász, A Konyhafőnök VIP, Cápák között, Házasodna a gazda, X-Faktor, Nyerő páros, A tanár, Mellékhatás, A mi kis falunk), és két új sorozatot (Séf meg a többiek, A Nagy Fehér Főnök) is berendelték.
Fórizs Tibor, az Antenna Entertainment régiós programigazgatója is bejelentette, hogy 2022 tavaszán érkezik az Észbontók újabb évada.

### 2022
Az évi eseményt 2022. október 20-án rendezték meg. Fischer Gábor, a TV2 Csoport programigazgatója bejelentette a további műsorok (Áll az alku, Drágám, add az életed!, Sztárban sztár leszek!, Házasság első látásra, Séfek Séfe, Zsákbamacska, Szerencsekerék, Vigyázat, gyerekkel vagyok!, Hazatalálsz, Hal a tortán, Ütős ötös, Pepe) folytatását. Pavel Stanchev, a TV2 Csoport vezérigazgatója bejelentette, hogy TV2 Klub néven folytatja működését a FEM3, amelyet a névváltásra csak 2024. március 8-án történt meg. Emellett azt is bejelentette, hogy TV2 Play Zéró néven indít fizetős streamingszolgáltatást a TV2 Csoport.
Kolosi Péter, az RTL Magyarország tartalomért felelős vezérigazgató-helyettese bejelentette a további műsorok (X-Faktor, Házasodna a gazda, Nyerő páros, Cápák között, Az álommeló, Drága örökösök - A visszatérés, Gólkirályság, Apatigris, A Konyhafőnök, Survivor, A mi kis falunk) indulását, illetve folytatását. Emellett azt is bejelentette, hogy a Viasat3-on futó Feleségek luxuskivitelben című műsor folytatását az RTL+-on lesz látható.  Bejelentették azt is, hogy a cég RTL+ néven indít streamingszolgáltatást, amit a 2021-ben bejelentett Zámbó Jimmy életének szóló minisorozat az RTL+-on lesz látható. A streamingszolgáltató indulásával egyidőben 2022 októbere óta az RTL+ lineáris csatorna RTL Három néven folytatja működését, amellyel film- és labdarugásokkal közvetítő csatornával rendelkezik.
Zájer Attila, az ATV kereskedelmi igazgatója bejelentette, hogy 2023-ban érkezik a Géniusz újabb évada. Benda Gergely, az Antenna Entertainment régiós ügyvezető igazgatója bejelentette, hogy 2023-ban érkezik a Ready to Mingle magyar változata, amelyet később Szingli vagy svindli nevet kapta. Emellett azt is bejelentette, hogy az Ide süss! újabb évada 2022 decemberében került képernyőre.

### 2023
A legutóbbi eseményt 2023. október 26-án rendezték meg. Fischer Gábor, a TV2 Csoport programigazgató bejelentette további műsorok (Farm VIP, Szerencsekerék, Házasság első látásra, Kincsvadászok, Hazatalálsz, Mutasd a hangod!, Next Top Model Hungary, Hunyadi, A Kísértés, Zsákbamacska) indulását, illetve folytatását. Pavel Stanchev, a TV2 Csoport vezérigazgatója egyébként azt is bejelentette, hogy megújul a Tények arculata, illetve a TV2 Kids 2024 újév napjától reklámmentessé válik.
Kolosi Péter, az RTL Magyarország tartalomért felelős vezérigazgató-helyettese bejelentette további műsorok (Az Árulók - Gyilkosság a kastélyban, LEGO Masters, A város királynői - The Real Housewives of Budapest, Éden Hotel, Házasodna a gazda, Cápák között, Az ugrás, Gólkirályság, A mi kis falunk, ...a szomszéd tehene, Aranyszív, A renitens, Valami Amerika) folytatását, illetve indulását. Szabó Balázs, az RTL Magyarország társcsatornáinak (CLT-UFA S.A.) leányvállalatának programigazgatója többi csatornáiról is jelentette be. Bejelentette, hogy az RTL Kettő 2023 decemberében humorcsatornává folytatja működését, amit december 18-án valósult meg. Az RTL Kettő humorcsatornává válásán kívül bejelentette, hogy négy új tévécsatornát indít, amit az év december 15-én kezdte meg adását.
Kis-Bocz Éva, az Antenna Entertainment regionális csatornaigazgatója bejelentette, hogy 2023. november 6-án indul az Adom a napom! következő évada a Viasat3-on.